# Языковая аттриция
Языковая аттри́ция (языковая эрозия, языковая регрессия, утрата языка, разрушение языка, англ. language attrition) — процесс разрушения системы родного или хорошо освоенного языка, наблюдаемый у людей, живущих в условиях двуязычия или многоязычия, а также у страдающих разными языковыми патологиями (см. афазия). Языковая аттриция может наблюдаться как у конкретного носителя языка, постепенно забывающего язык в результате разных причин, так и на уровне целых языковых сообществ, иммигрантских и традиционных, постепенно переходящих на новый язык и сокращающих употребление родного, в результате чего в последнем накапливаются характерные черты языкового распада. Языковая аттриция изучается с разных позиций — психолингвистической, социолингвистический, нейролингвистической и собственно лингвистической. Процесс языковой эрозии может стабилизироваться в форме унаследованного языка.
Языковое поведение лиц, говорящих только на одном языке (монолингвов), несколько отличается от использования языка лицами, владеющими двумя или несколькими (в том числе билингвами и мультилингвами). У последних знание одного языка может оказывать влияние на производство и понимание речи на другом, причем это влияние может быть двояким: родной язык может в той или иной форме препятствовать усвоению второго языка (англ. L1 interference), однако и язык, усвоенный вторым (например, в результате долгого проживания в среде его носителей), может подавлять родной язык индивида (англ. L2 interference). Нарушение баланса языков в компетенции носителя в ту или иную стороны — достаточно распространённый феномен, в то время как сбалансированное двуязычие или многоязычие — довольно редкое и нестабильное явление.

## Утрата родного языка
Утрата родного языка (англ. first language attrition, FLA) — процесс постепенного разрушения языковой компетенции в области родного языка среди эмигрантов по мере формирования и развития компетенции во втором языке (языке окружения). Аттриция родного языка может проявляться в обеднении словаря, использовании синтаксических и интонационных моделей, позаимствованных из языка окружения; на поздних этапах — в упрощении или распаде морфологии, появлении акцента и т. д. Факторами, определяющими утрату родного языка, являются, с одной стороны, развитие навыков коммуникации на новом языке, языке окружения (L2), с другой — снижение интенсивности контактов на родном языке, разрушение привычной языковой среды, постепенный переход к менее насыщенному информацией на родном языке коммуникативному пространству.